# (12738) Satoshimiki
(12738) Satoshimiki ist ein Asteroid des Hauptgürtels, der am 4. Januar 1992 von den japanischen Astronomen Tsutomu Hioki und Shūji Hayakawa an der Sternwarte in Okutama (IAU-Code 877) bei Tokio entdeckt wurde.
Der Asteroid wurde nach den Kindern von Shuji Hayakawa benannt, Satoshi (* 1992) und Miki (* 1995).